# Sergey Lishtvan
Sergey Lishtvan (né le 5 novembre 1970) est un lutteur biélorusse. Aux Jeux olympiques d'été de 1996, il remporte la médaille d'argent dans la catégorie des moins de 100 kg en lutte gréco-romaine. Il participe également aux Jeux de 2000 et de 2004 mais sans remporté de médailles Il a été également le porte-drapeau de la Biélorussie lors des Jeux olympiques d'été de 2000.

## Palmarès
Source.
- Jeux olympiques d'été
  -  Médaille d'argent aux Jeux olympiques d'été de 1996 à Atlanta en lutte gréco-romaine chez les moins de 100 kg

- Championnats d'Europe de lutte
  -  Médaille d'or en 1996 en lutte gréco-romaine chez les moins de 100 kg
  -  Médaille d'or en 1998 et 2000  en lutte gréco-romaine chez les moins de 97 kg
  -  Médaille d'argent en 2002 et 2004 en lutte gréco-romaine chez les moins de 96 kg
  -  Médaille de bronze en 1995 en lutte gréco-romaine chez les moins de 100 kg